# Ammiragliato della Zelanda
L’Ammiragliato della Zelanda (in olandese Admiraliteit van Zeeland), attivo dal 1574, fu uno dei cinque ammiragliati olandesi al tempo delle Province Unite, i quali erano suddivisi in cinque "collegi".
Fu attivo fino a quando, il 27 febbraio 1795, durante le riforme della Repubblica di Batavia, il "Comitato per gli affari della Marina" (Comité tot de Zaken der Marine) rimpiazzò i vari collegi degli ammiragliati.